# 황제성의 Ready Yo 팡팡
《황제성의 Ready Yo 팡팡》은 2020년 9월 17일부터 2021년 9월 12일까지 1년간 SBS 러브FM(수도권 FM 103.5MHz, 부산 FM 105.7MHz, AM 792kHz)에서 방송되었던 오락 전문 라디오 프로그램이다.

## 매일 코너
- 누구인가? 누가 문자를 보내서?
- 쏭타로
- 케니황의 오퀴도퀴
- 라디오 방명록 라방~~

## 요일 코너
- 월요일 : 사연소생 원맨쇼! 살려줘 킹캐슬
- 화요일 : 묻고, 더블로 가!
- 수요일 : 씽어, 롱타임노씨
- 목요일 : X, Y Not?
- 금요일 : 비트 고 인, 더 편의점
- 토요일 : 오손조손/롹생롹사, 강황
- 일요일 : 퀴즈 드림 콘서트/아드레날린을 위한 발라드

## DJ
- 황제성